# Jean-Pierre Poccioni
Jean-Pierre Poccioni, né en 1948, est un écrivain et enseignant français.

## Biographie
Jean-Pierre Poccioni naît en 1948 à Paris de la rencontre d’une mère originaire de Rethel et d’un père venu à huit ans de Toscane. Il étudie les lettres à la Sorbonne puis mène une carrière d’enseignant qui le conduira de la région parisienne au Loiret en passant par six années au Niger.
Il commence à publier en 2000 avec un premier roman chez Autrement, suivi d’un second chez Phébus puis d’un troisième aux Éditions du Rocher.
De 2009 à 2011 il participe à l’émission de Philippe Vannini, Les Jeudis Littéraires sur Radio Aligre.
Depuis 2015 Jean-Pierre Poccioni vit à Orléans. 

## Œuvres
- La Double personnalité du criquet, Editions Héliopoles, collection Serge Safran. 2025
- Venise à l'heure du Spritz, Serge Safran Editeur, 2023
- Lungomare Bellini, Editions Weyrich, 2019
- L'Histoire du marin blond, Z4 Editions, 2018  (ISBN 978-2-490595-08-2)
- La Femme du héros, Éditions Pierre-Guillaume de Roux, 2015  (ISBN 978-2-36371-118-2)
- Un garçon en ville, Éditions du Rocher, 2008  (ISBN 978-2-268-06480-2)
- La Maison du faune, Phébus, 2006  (ISBN 2-7529-0132-1)
- Le Beau Désordre, Autrement, 2000  (ISBN 2-7467-0006-9)